# Rapho Township
Die Rapho Township ist eine Township im Nordwesten des Lancaster County in Pennsylvania, Vereinigte Staaten. Das U.S. Census Bureau hat bei der Volkszählung 2020 eine Einwohnerzahl von 12.024 ermittelt.

## Geographie
Nach den Angaben des United States Census Bureaus hat die Township eine Gesamtfläche von 123,1 km², alles Land. Die Township hat ihren Namen nach Raphoe im County Donegal in Irland.

## Geschichte
Kauffman’s Distillery Covered Bridge, Mount Hope Estate, Forry’s Mill Covered Bridge und Siegrist’s Mill Covered Bridge sind in das National Register of Historic Places eingetragen.

## Demographie
Zum Zeitpunkt des United States Census 2000 bewohnten Rapho Township 8578 Personen. Die Bevölkerungsdichte betrug 69,7 Personen pro km². Es gab 3185 Wohneinheiten, durchschnittlich 25,9 pro km². Die Bevölkerung in Rapho Township bestand zu 97,72 % aus Weißen, 0,29 % Schwarzen oder African American, 0,08 % Native American, 0,80 % Asian, 0 % Pacific Islander, 0,51 % gaben an, anderen Rassen anzugehören und 0,59 % nannten zwei oder mehr Rassen. 0,80 % der Bevölkerung erklärten, Hispanos oder Latinos jeglicher Rasse zu sein.
Die Bewohner Rapho Townships verteilten sich auf 3075 Haushalte, von denen in 35,0 % Kinder unter 18 Jahren lebten. 70,5 % der Haushalte stellten Verheiratete, 4,7 % hatten einen weiblichen Haushaltsvorstand ohne Ehemann und 22,0 % bildeten keine Familien. 18,6 % der Haushalte bestanden aus Einzelpersonen und in 7,0 % aller Haushalte lebte jemand im Alter von 65 Jahren oder mehr alleine. Die durchschnittliche Haushaltsgröße betrug 2,76 und die durchschnittliche Familiengröße 3,17 Personen.
Die Bevölkerung verteilte sich auf 27,1 % Minderjährige, 7,5 % 18–24-Jährige, 28,1 % 25–44-Jährige, 25,6 % 45–64-Jährige und 11,7 % im Alter von 65 Jahren oder mehr. Der Median des Alters betrug 38 Jahre. Auf jeweils 100 Frauen entfielen 103,0 Männer. Bei den über 18-Jährigen entfielen auf 100 Frauen 98,4 Männer.
Das mittlere Haushaltseinkommen in Rapho Township betrug 50.063 US-Dollar und das mittlere Familieneinkommen erreichte die Höhe von 55.625 US-Dollar. Das Durchschnittseinkommen der Männer betrug 36.935 US-Dollar, gegenüber 25.402 US-Dollar bei den Frauen. Das Pro-Kopf-Einkommen belief sich auf 20.412 US-Dollar. 4,1 % der Bevölkerung und 3,0 % der Familien hatten ein Einkommen unterhalb der Armutsgrenze, davon waren 2,9 % der Minderjährigen und 6,4 % der Altersgruppe 65 Jahre und mehr betroffen.

## Belege
1. ↑  Explore Census Data Total Population in Rapho township, Lancaster County, Pennsylvania. Abgerufen am 4. April 2023.
2. ↑  National Register Information System. In: National Register of Historic Places. National Park Service, abgerufen am 9. Juli 2010 (englisch).